# Diecezja Encarnación
Diecezja Encarnación (łac. Dioecesis Sanctissimae Incarnationis) – rzymskokatolicka diecezja w Paragwaju. Została erygowana 19 kwietnia 1990 w miejsce istniejącej od 21 stycznia 1957 prałatury terytorialnej.

## Ordynariusze
- Johannes Wiesen S.V.D. (1957 – 1972) – jako prałat
- Juan Bockwinckel S.V.D. (1968 – 1987) – jako prałat
- Jorge Adolfo Carlos Livieres Banks (1987 – 2003) – początkowo jako prałat
- Ignacio Gogorza S.C.I. (2004 – 2014)
- Francisco Pistilli (od 2014)